# Kokad
Kokad község Hajdú-Bihar vármegyében, a Derecskei járásban.

## Fekvése
A vármegye keleti szélén fekszik, közvetlenül a román határ mellett. A határ magyar oldalán mindössze három települési szomszédja van: észak-északnyugat felől Újléta, kelet felől Álmosd, 
délnyugat felől pedig Létavértes. Határszéle délkeleten egy rövid (valószínűleg kevesebb, mint egy kilométeres) szakaszon egybeesik az államhatárral, a legközelebbi települések a határ túloldalán Csokaly (Ciocaia) és Bihardiószeg (Diosig).

### Megközelítése
Csak közúton közelíthető meg, Vámospércs vagy Létavértes érintésével, a 4806-os úton. Határszélét délen érinti még a 4814-es út is.

## Története
Kokad ősi neve az Anjou-kori oklevelek szerint Rubin volt, de már a 13. század elején Kokad, majd később Kakad néven is nevezték.
1336-ban a Báthori-család volt a település birtokosa, 1416-ban Kakath néven, mint a henczidai Bacsó család birtokát említették, majd a 15. században a Marczaly családot is a birtokosának mondták. 1452-ben Marczaly János Kakat falu rá eső  felét elcserélte Hunyadi János kormányzóval. Az 1800-as évek elején birtokosa a gróf Zichy család volt, a 20. század elején pedig Hadik Jánosné, született gróf Zichy Alexát írták a falu legnagyobb birtokosának.
Kokad mellett a 20. század elején még látható nagyobb épület romjait a helyi hagyomány kolostor romjainak tartotta. Egy másik hagyomány szerint pedig a település határához tartozó ún. német gátról a falu lakosai azt tartják, hogy „itt Bocskai István hadai és a császáriak között ütközet zajlott le, s az utóbbiak oly nagy számban estek el, hogy a holttestekből egy egész gát keletkezett”.
A településhez tartozott Kokad puszta is.

## Közélete

### Polgármesterei
| Időszak   | Polgármester      | Párt        |
| --------- | ----------------- | ----------- |
| 1990–1994 | Ozsváth István    | FKgP        |
| 1994–1998 | Ozsváth István    | független   |
| 1998–2002 | Menyhárt Dánielné | független   |
| 2002–2006 | Menyhárt Dánielné | független   |
| 2006–2010 | Menyhárt Dánielné | független   |
| 2010–2014 | Ozsváth István    | Fidesz–KDNP |
| 2014–2019 | Ozsváth István    | független   |
| 2019–2024 | Ozsváth István    | független   |
| 2024–     | Toplak Ákos       | független   |

2010-től a települést az 1990 és 1998 között már egyszer hivatalban lévő Ozsváth István vezeti.

## Népesség
A település népességének változása:
| Lakosok száma | 694  | 669  | 661  | 627  | 559  | 570  | 521  |
|               | 2013 | 2014 | 2015 | 2021 | 2022 | 2023 | 2024 |

2001-ben a település lakosságának 97%-a magyar, 3%-a cigány nemzetiségűnek vallotta magát.
A 2011-es népszámlálás során a lakosok 91,8%-a magyarnak, 3,1% cigánynak, 1,9% románnak mondta magát (8,2% nem nyilatkozott; a kettős identitások miatt a végösszeg nagyobb lehet 100%-nál). A vallási megoszlás a következő volt: római katolikus 4,3%, református 56,4%, görögkatolikus 13,2%, felekezeten kívüli 12,7% (12,4% nem válaszolt).
2022-ben a lakosság 86,6%-a vallotta magát magyarnak, 6,6% cigánynak, 0,4% németnek, 0,4% románnak, 0,2% görögnek, 1,8% egyéb, nem hazai nemzetiségűnek (13,4% nem nyilatkozott; a kettős identitások miatt a végösszeg nagyobb lehet 100%-nál). Vallásuk szerint 48,1% volt református, 2,1% római katolikus, 10,9% görög katolikus, 0,2% egyéb keresztény, 0,2% egyéb katolikus, 0,2% evangélikus, 5,7% felekezeten kívüli (32,4% nem válaszolt).

## Nevezetességei
- Református temploma - 1793-ban épült, tornyát 1820-ban építették hozzá.
- Görögkatolikus temploma - A 18. század elején épült.
- 2011 óta itt rendezik az Érmelléki Tormafesztivált, a második esemény 2013-ban volt.[14][15]